# 건설목공노동자 인터내셔널
건설목공노동자 인터내셔널(영어: Building and Wood Workers' International; BWI)은 건설, 건축자재, 목재, 임산업 및 관련 산업의 노동조합의 국제연맹체다.